# Dan Gable
Dan Gable, född den 25 oktober 1948 i Waterloo, Iowa, är en amerikansk brottare som tog OS-guld i lättviktsbrottning i fristilsklassen 1972 i München. 